# Piros volt a paradicsom
A Piros volt a paradicsom (vagy Piros lesz a paradicsom) egy ismeretlen eredetű cigánynóta.

## Kotta és dallam
| Piros volt a paradicsom nem sárga Elszökött a feleséged csuhajja Mit ér a te legénységed ihajjla Hogyha nincs szép feleséged csuhajja.            | Három hete hogy a vízen halásztam Könnyeimtől még a vizet se láttam Jajajjajaj jajj a szívem Istenem Meghallok én, meghallok én, meg érted. |
| Jajj, te kislány, csóró kislány minek vagy Ha te mindig olyan nagyon beteg vagy Gyere babám súgok neked valamit Gombold ki a selyem inged elejit. | Azt mondják a paradicsom rossz ízű Pedig csak a gyökere volt keserű Gyere babám súgok neked valamit Gombold ki a selyem inged elejit.       |

## Más feldolgozások
Piros volt a paradicsom nem sárga
Magyarország előre megy nem hátra

## Felvételek
- Piros volt a paradicsom. Kovács Apollónia, Járóka Sándor és zenekara  YouTube (1967. március 28.)  (Hozzáférés: 2017. március 18.) (audió)
- Piros volt a paradicsom. Szécsi Pál  YouTube (1999)  (Hozzáférés: 2017. március 18.) (audió)